# Municipio de Etzatlán
El municipio de Etzatlán se localiza en la Región Valles del estado de Jalisco, México. El municipio de Etzatlán está situado al centro poniente del estado, entre las coordenadas de 20° 38’ 30’’ a 20° 58’ 15’’ de latitud norte y de 104° 03’ 00’’ a 104° 13’ 30’’ de longitud oeste, a una altura de 1,400 metros sobre el nivel del mar. Se encuentra limitado al norte con el municipio de Magdalena, al sur con Ameca y Ahualulco de Mercado, el este con San Juanito de Escobedo y al oeste con San Marcos y el estado de Nayarit. Su extensión territorial es de 306.27 km2. En 2020, su población era de 20,011 habitantes (48.9% hombres y 51.1% mujeres).

## Historia
Antes de la llegada de los españoles, hubo en este territorio un guerrero llamado Goajotzin o Huejotzin, el más feo y cruel de la tribu. Los aborígenes llegaron a temerle, por lo que se deshicieron de él mandándolo a Ahualulco. Los tarascos, después de sostener durante diez años sangrientas guerras con sus vecinos indígenas, sojuzgaron a Colliman, Tonalán y otras regiones, entre las que se encontraba Etzatlán. Es así como, cuando en 1524 los españoles irrumpieron en el territorio, este ya se encontraba principalmente poblado por Mexicas y Toltecas en las regiones Oconahua y Otatlán, hoy San Marcos, y por los caxcanes y algunos chichimecas en la zona de San Juanito de Escobedo, conocido durante la época del Gobierno Español, siglos 16-18, como el Cuaneizte de Xochitepec.   
Para fines de 1524, hallándose Francisco Cortés de San Buenaventura en Ameca, tuvo noticias del señorío de Etzatlán, gobernado por el cacique de Coyulán, a donde se dirigió y fue muy bien recibido, por lo que dio el pueblo en encomienda a Juan de Escárcena y a Pedro de Villofrío. Por su parte, Nuño de Guzmán llegó al lugar en 1530, tributándose gran recibimiento. Como quisiese añadir a sus conquistas el poblado, se le opuso Juan de Escárcena. Era encomendero Antonio de las Casas cuando, en 1534, comenzó el convento fray Francisco Lorenzo, dicho convento se concluyó en época del tercer encomendero Diego López de Zúñiga. Los belicosos coanes empezaron entonces a hostilizar a los nuevos cristianos, llegando en sus correrías hasta cerca de Etzatlán. El capitán Diego Vázquez de Buendía se vio precisado a intervenir en su defensa. En 1541 pasó por el lugar Pedro de Alvarado, durante la Gran Rebelión de ese año.
En noviembre de 1858, la plaza fue sitiada por el coronel Sánchez de Román: la defendieron 15 hombres que desde las torres, durante dos días, detuvieron el avance de los atacantes. Perecieron en la defensa Gabriel y Rafael Cárdenas y el jefe de los defensores Norberto Cerritos; al irrumpir los sitiadores incendiaron el convento y algunas casas. En 1860 la plaza fue nuevamente tomada por Antonio Rojas.
El 2 de junio de 1914, entraron al poblado las primeras avanzadas de Julián Medina. Incendiaron la casa municipal. Durante junio y parte de julio del mismo año, fue residencia oficial del Gobierno Constitucionalista de Jalisco, representado por el general Manuel M. Diéguez; este instaló las oficinas en la casa de Heliodoro Romero. En ese mismo año llegan a este lugar el general  Álvaro Obregón y Lucio Blanco. Son originarios de este poblado: don Antonio Escobedo, gobernador del Estado; la periodista Matiana Murguía, quien dirigió en México en 1889 Violetas de Anáhuac; la poetista Salvadora Díaz, y la profesora Magdalena Cueva y Cueva.
En 1537 se le concede título de Villa y el 3 de marzo de 1891 se elevó en la categoría de ciudad; en 1853 se establece ayuntamiento en Etzatlán, fue cabecera del 5°. Cantón del Estado.

## Toponimia de la palabra Etzatlán
Aunque es muy difícil determinar el origen de los nombres de las poblaciones de nuestro país, puesto que están en distintos dialectos y sus significados son muy variables, además, los ibéricos se encargaron de distorsionarlas o cambiarlas de tal manera, de que se les facilitara más su pronunciación y escritura. Vamos a entrar en cuestión tratando de llegar a un punto que nos indique la verdadera toponimia de la palabra Etzatlán.
Hemos de aclarar que algunos datos fueron tomados de documentos y mapas que datan del siglo XVI.
El lenguaje predominante era el náhuatl, aunque en occidente se hablaba un dialecto derivado del mismo llamado "tahue", siendo para los españoles difícil de pronunciar, ellos lo cambiaban según se les facilitara mejor.
A la llegada de Francisco Cortés de San Buenaventura, en el año de 1524, la población se llamaba: Itzatlán, eso consta en un documento de visitación. El 5 de abril de 1530, arriba a este lugar el presidente de la Real Audiencia, don Cristóbal de Oñate, en compañía de Nuño de Guzmán, quienes le nombran "Atlán". Don Juan Sámano, le llama: "Izatlán", por cierto que en la actualidad muchas personas siguen nombrándolo de esta manera. Don Pedro Zedilla lo nombra "Tzatla" en sus escritos.
Más tarde, en 1550, en el mapa del Obispo de Compostela, refiriéndose a un edificio de esta población, lo nombra: "Ezatlá". De 1650, existen dos documentos referentes a la petición de Cabildos, de varias poblaciones y en uno de ellos se lee: "Aotlán" y en el otro: "Izatlán". En 1579, en el mapa conocido como: Hispanic Novae Magnae lo escriben con la palabra: "Icatlán".
En 1590, en el libro de casamientos, que es uno de los más antiguos existente en la parroquia de la Purísima Concepción, así como en el de bautismos del año de 1595, aparecen con los nombres indistintos de "Ezatlán" e "Izatlán". Los libros de casamientos, fueron llevados a España, por los ministros generales.
Como conclusión el nombre que se acerca más a la realidad es el que dice que, la palabra "Izatlán" significa en náhuatl: "tlán" lugar de, "ez" agua y eztli: "ensangrentada" y que por lógica a los habitantes de esta región, no se les pudo haber llamado de otra manera más que: "Itzas", esto es reforzando el dicho del doctor Phil C. Weigand, quien asegura que Itzatlán quiere decir: "lugar de los itzas", creo que es hora de unificar criterios y dejar a esta última como la verdadera y única toponimia de la palabra Etzatlán.
"LUGAR DE YTZAS"
El emblema que a continuación se muestra es el representativo de nuestra fisonomía, pero no quiere decir que sea el significado de la palabra Etzatlán.

### Escudo de armas
El escudo de armas heráldico es un blasón de forma francesa y cuartelada en cruz.
El paisaje del primer cuartel representa a la riqueza natural del municipio de Etzatlán, destacando la fauna y la vegetación propias de la región.
La pirámide precortesiana alude al hecho de que, en el archivo de la Biblioteca del Vaticano, existen los planos de la antigua ciudad de Etzatlán; estos planos fueron hechos por los RR. PP. de la Compañía de Jesús a fines del siglo XVII y llevados a Roma.
En dichos gráficos consta que la Parroquia, el Santuario y la Plaza Principal están construidos sobre la base de unas pirámides.
Las figuras del fraile y el aborigen simbolizan la cultura y conquista espiritual de Etzatlán, por  fray Andrés de Córdoba.
La imagen del militar corresponde a la del capitán Francisco Cortés de San Buenaventura, quien llegó a Etzatlán en su recorrido cuando se dirigía a Tepic, en el año de 1524; y simboliza la colonización española, al igual que los colores rojo y amarillo oro que caracterizan al escudo de armas
español.
La figura del escudo representativo del estado de Jalisco, el yelmo y los lambrequines aluden al hecho de que esta municipalidad es parte de dicha entidad.
Las inscripciones que aparecen en la bordura del escudo y en la cinta que está por encima de este representan al patrimonio histórico de los oriundos de este municipio, en el que se conjugan elementos de las culturas prehispánica y española. En la cinta colocada en la parte superior del escudo se aprecia la leyenda "Etzatlán Villa y Real". El cuerpo del emblema es rodeado por la leyenda "Dulce et decorum, est pro patria mori – Oaxicar", que significa: "Dulce y decoroso es morir por la patria: Oaxicar". Estas palabras se atribuyen a Oaxicar o Goaxicori, cacique de Xochitepec (hoy Magdalena) quien encabezó la insurrección indígena contra el dominio de los españoles que estalló a mediados del año de 1538.
La idea del escudo corresponde al señor Francisco Javier Pérez Flores; el diseño fue realizado por el señor Arnulfo Molina Bernal y fue pintado por el señor Anselmo Pérez Flores. La adopción oficial del emblema data de agosto de 1991. Este escudo aparece en la actualidad en la página 169 del libro Heráldica Oficial de los Municipios de Jalisco.

## Descripción geográfica

### Ubicación
El municipio de Etzatlán se localiza en la región Valles del estado de Jalisco. Sus municipios colindantes son Ameca, Ahualulco del Mercado, Magdalena, San Juanito de Escobedo y San Marcos. Delimita al norte con el municipio de Magdalena; al sur con el municipio de Ameca; al este con los municipios de San Juanito de Escobedo y Ahualulco de Mercado; al oeste con el municipio de San Marcos y el estado de Nayarit.
Tiene una extensión territorial de 388.19 kilómetros cuadrados.
Municipios que integran la Región Valles
1. Ahualulco de Mercado
2. Amatitán
3. Ameca
4. Cocula
5. El Arenal
6. Etzatlán
7. Hostotipaquillo
8. Magdalena
9. San Juanito de Escobedo
10. San Marcos
11. San Martín de Hidalgo
12. Tala
13. Tequila
14. Teuchitlán

### Demarcación política
En su demarcación política-territorial Etzatlán pertenece al Distrito electoral federal 1 y local número 1, con cabecera distrital en el municipio de Tequila y Colotlán respectivamente, participando además los siguientes municipios.

## Medio físico
El 53.5% del municipio tiene terrenos montañosos y la  roca predominante es la extrusiva ácida (61.8%) se trata de rocas ígneas de origen volcánico vertido a la superficie a través de fisuras o volcanes. El suelo predominante es el regosol (55.2%), son de poco desarrollo, claros y pobres en materia orgánica pareciéndose bastante a la roca que les da origen. Son someros con fertilidad variable y su productividad se relaciona a su profundidad y pedregosidad. El cultivo de granos tiene resultados moderados a bajos y para uso forestal y pecuario tienen rendimientos variables. El bosque (65.3%) es el uso de suelo dominante en el municipio.

### Hidrografía
Los tipos de recursos hídricos del municipio están constituidos por aguas subterráneas, ríos y lagos. El territorio está ubicado dentro de 4 acuíferos de los cuales el 0% no tienen disponibilidad y el 100.0% se encuentra con disponibilidad de agua subterránea.
El territorio municipal está dentro de las cuencas Ahuacatlán, Ameca Pijinto, Río Santiago 4, Río Salado de las cuales el 100.0% tienen disponibilidad y el 0% presentan déficit de disponibilidad de agua superficia.
Sus recursos hidrológicos son proporcionados por los arroyos: Santa Lucía, El Trapichillo, El Chan. Amolco y Santa Rosalía que vierten sus aguas en la presa del mismo nombre y Corta Pico que alimenta, al norte, la presa Tepec; al sur se encuentran El Tecomatán, El Nogal Colorado, El Naranjo y las Canoas.

### Clima, temperatura y precipitación
El municipio de Etzatlán (100%) tiene clima semicálido semihúmedo. La temperatura media anual es de 18.9°C, mientras que sus máximas y mínimas promedio oscilan entre 31.9°C y 7.6°C respectivamente. La precipitación media anual es de 908 mm. El régimen de lluvias se registra en junio, julio y agosto. Los vientos dominantes son en dirección del suroeste.

### Vegetación y flora
Su vegetación está compuesta por zonas boscosas donde hay pino, encino, roble y nogal. Además hay especies frutales como: ciruela, durazno y mango.

### Fauna
El coyote, la zorra, el conejo, el venado, el zorrillo y el tlacuache habitan esta región.

## Áreas naturales protegidas
Etzatlán alberga 3 áreas naturales protegidas con una superficie de 8,590.46 hectáreas (ha) lo que representa el 22.1% de todo el territorio municipal. Además, se cuenta con 0.6% de humedales. Las ANP llevan por nombre Cuenca Alimentadora del Distrito Nacional de Riego 043, Nayarit, Piedras Bola y Sierra del Águila.

### Reserva Natural Protegida Sierra del Águila
Es la segunda Área Natural Protegida estatal: la Sierra del Águila, ubicada en los municipios de Etzatlán, Ameca, Ahualulco y San Juanito de Escobedo, un polígono con un total de 20 mil 853 hectáreas, en su categoría de área estatal de protección hidrológica.
La Sierra del Águila conserva 60% de la vegetación en condiciones “naturales, vírgenes, y hay pocos asentamientos humanos en la zona (181 personas), se encuentra en excelentes condiciones de conservación.
La Sierra del Águila es proveedora de una gran cantidad de servicios ambientales: tiene bosque de encino, pino, selva baja caducifolia y bosque de galería, lo cual se conjunta con “el área de protección previa, como lo son las Piedras Bola”
La Sierra del Águila contribuye a la recarga de los mantos acuíferos, a la conservación de afluentes de ríos.
Algunas de las especies que sobreviven en el polígono son puma, jabalí, venado cola blanca, jaguarundi, tigrillo, tlacuaches, águilas y gavilanes.
La superficie que se protege en Etzatlán son 13 mil 693 hectáreas que representa cerca del 60% de su totalidad; en Ameca, seis mil 816 hectáreas; en Ahualulco de Mercado, cinco mil 25 hectáreas, y en San Juanito de Escobedo, mil 317 hectáreas.

## Sequía
A nivel municipal la sequía extrema es la que tiene una mayor distribución con un 58.1%, mientras que la severa, excepcional y moderada se distribuyeron en el 22, 11 y 6 por ciento de su territorio.

## Contaminación ambiental

### Erosión de suelos
La erosión de los suelos en este municipio representa un problema moderado, presentándose en las zonas de cultivo, bosque, planicie y superficie en general del territorio municipal.
Las causas de esta situación ambiental se debe a la deforestación desmedida, monotonía de cultivos y la desviación de cauces u otros, la cual se ha venido presentando desde hace 10 años o más.
Las áreas más afectadas en el municipio se encuentran en la porción sur, sureste y suroeste, ocupando aproximadamente un 20 % del territorio municipal.

### Deforestación
La deforestación en el municipio se puede catalogar como un problema grave en las áreas boscosas y/o de vegetación detectadas en la superficie de este territorio. Se tienen conocimiento que este problema se origina por la falta de vigilancia, difícil acceso de los predios, sumándose a esto la tala clandestina, escasez de agua, y la degradación de los suelos.
De igual forma se ha observado la falta de programas de reforestación, como también poco interés de los propietarios de predios boscosos en mantener sus bosques, la falta de conciencia de la población al provocar incendios forestales y contaminar las áreas verdes, lo cual está repercutiendo en el cambio climático de la zona, la poda de árboles para hacer pequeñas áreas de cultivo como son los cuamileros, fabricantes de Carbón y toda una serie de impactos ambientales incontrolables en el municipio.

### Contaminación hídrica
La contaminación hídrica en el territorio municipal se manifiesta principalmente en lagunas, bordos, arroyos y mantos freáticos, de manera total debido a un mal sistema de drenaje, residuos por tiraderos de basura y falta de conciencia ecológica de la población en general; invasión a un cuerpo lacustre por crecimiento urbano, este problema se ha venido manifestando desde hace 10 años o más en dicho espacio geográfico. Actualmente la laguna Palo Verde se encuentra en desazolve y en recarga con aguas pre tratadas.
Los principales efectos que se ha venido reflejando en el ambiente del territorio municipal por esta situación, son escasez del líquido en épocas del año para consumo humano, repercutiendo directamente en la cabecera municipal, Poblaciones marginadas, comunidades aisladas, limitando las oportunidades para el desarrollo económico, agrícola, ganadera e industrial. El municipio cuenta con una planta tratadora de aguas residuales de alta tecnología y gran capacidad

### Residuos peligrosos
Los residuos sólidos peligrosos que se generan en el territorio municipal, son principalmente de origen de desecho humano, los cuales se han venido manifestando desde hace 10 años o más. Esto ha generado un entorno ecológico-socio administrativo muy preocupante en el municipio.
Asimismo estos residuos se han presentado debido a la falta de recursos para el manejo integral para su reciclaje, conciencia ecológica de los pobladores, que ha rebasado la capacidad de respuesta para su control, en donde es necesario de manera urgente poder llegar a abatir este problema en el municipio.

### Contaminación atmosférica
La contaminación atmosférica en el espacio del territorio municipal ha venido presentando una serie de anomalías debido a la gran cantidad de emisiones de gases por la quema de caña en el campo, los incendios forestales, la quema de basura y el excesivo paso de transporte pesado (tráileres, camiones de carga o pasajeros); deteriorando la calidad del aire desde hace 10 años o más, en nuestra cabecera municipal y afectando al municipio.
Se han presentado casos esporádicos de enfermedades respiratorias en diferentes sectores de la población, además repercutiendo de manera considerable en el cambio climático de la zona.

### Amenazas naturales
Las amenazas naturales que se han detectado en el municipio son de origen hidrometeorológicos, como han sido los derrumbes, inundaciones por lluvias torrenciales, huracanes, ventarrones, etcétera, de manera esporádica, teniendo mayor incidencia en la cabecera municipal en los últimos 10 años o más.

### Deterioro ambiental
En el municipio existe un importante deterioro ambiental debido principalmente a la escasa red de drenaje en algunas localidades y la cabecera municipal, por un deficiente servicio de recolección de basura, el incremento en la deforestación y a las descargas de aguas negras a los ríos y arroyos.

### Resumen de la problemática ambiental
Dentro de la problemática se encuentra la falta de una regulación eficiente y aplicada para el manejo de residuos aunque se cuenta con un vertedero de basura de reciente inauguración, además de falta de vigilancia en ríos, basureros, control de quemas, extracción de aguas, manejo y reciclado de materiales contaminantes y verter materiales al drenaje como solventes, lubricantes y otros desechos.

## Infraestructura
El municipio cuenta con 16 servicios públicos, de los cuales destacan 37 escuelas, seguido de 16 instalaciones deportivas o recreación y templo con 14.

### Salud
De acuerdo con los registros de la secretaría de salud, en el municipio se encuentran 5 unidades de servicio de salud como lo son consultorios, hospitales generales y especializados, oficinas administrativas, farmacias, laboratorios, unidades de medicina familiar, de especialidades médicas y móviles. De las cuales 3 corresponden a la Secretaría de Salud (SSJ), 1 unidad de salud es del Instituto Mexicano del Seguro Social (IMSS) y 1 módulo del Instituto de Seguridad y Servicios Sociales para los Trabajadores del Estado (ISSSTE).

## Demografía y localidades
Según el Censo de Población y Vivienda 2020, su población en ese año era de 20,011 personas; de las cuales el 48.9 por ciento eran hombres y 51.1 por ciento mujeres. Comparando este volumen poblacional con el del año 2015 (19,847 habitantes), se observa que la población municipal aumentó un 0.83 por ciento en cinco años.

### Localidades
En 2020 Etzatlán contaba con 31 localidades, de éstas, 3 eran de dos viviendas y 14 de una. La localidad de Etzatlán era la más poblada, con 14,697 personas, que representaban el 73.4% de la población del municipio; le seguía Oconahua con el 11.8%, Santa Rosalía con el 7.2%, La Mazata con el 3.5% y Palo Verde con el 1.1% del total municipal.
| Código INEGI      | Localidad         | Población (2020) |
| ----------------- | ----------------- | ---------------- |
| 140360001         | Etzatlán          | 14 697           |
| 140360027         | Oconahua          | 2 360            |
| 140360039         | Santa Rosalía     | 1 436            |
| Otras localidades | Otras localidades | 1 518            |
| Total municipal   | Total municipal   | 20 011           |

## Migración, marginación y pobreza
De acuerdo a los datos de Consejo Nacional de Población y Vivienda (CONAPO) y con base a los resultados del Conteo 2005, Etzatlán se encuentra clasificado con un índice de marginación muy bajo -1.27 y ocupa la posición No. 107 siendo el No. 1 el de mayor grado de marginación a nivel estatal. En cuanto al índice de desarrollo humano (IDH) 2000 es de 0.794, Etzatlán se clasifica en un nivel medio situándolo a nivel estatal en el lugar No. 17 con un nivel de Desarrollo Humano por arriba del municipio de Tlajomulco de Zúñiga, Mascota, El Grullo y Tala.
En el tema de intensidad migratoria se clasifica como medio de 0.68 y se posiciona en el sitio No. 83 a nivel estatal.
Uno de los indicadores importantes que nos permiten conocer el estado que guarda el desarrollo social en los municipios son los indicadores de pobreza. Según datos del 2005 del Consejo Nacional de Evaluación de la Política de Desarrollo Social (CONEVAL) el porcentaje de la población que vive en condiciones de pobreza alimentaria es de 18.1 %, en condiciones de pobreza de capacidades 25.1 % y en situación de pobreza de patrimonio 47.7 %.
Respecto a las carencias sociales en 2020, destaca que el indicador de carencia por acceso a la seguridad social es el acceso a la seguridad social, con un 61.2 por ciento, que en términos absolutos representa 11,457 habitantes. En contraste, el que menos proporción de población presentó fue el de acceso a los servicios básicos en la vivienda, con el 6.6 por ciento.
La pobreza alimentaria: Es la incapacidad para obtener una canasta básica alimentaria, aún si se hiciera uso de todo el ingreso disponible en el hogar en comprar sólo los bienes de dicha canasta. La pobreza de capacidades: Es la insuficiencia del ingreso disponible para adquirir el valor de la canasta alimentaria y efectuar los gastos necesarios en salud y educación, aun dedicando el ingreso total de los hogares nada más que para estos fines. La pobreza de patrimonio: Es la insuficiencia del ingreso disponible para adquirir la canasta alimentaria, así como realizar los gastos necesarios en salud, vestido, vivienda, transporte y educación, aunque la totalidad del ingreso del hogar fuera utilizado exclusivamente para la adquisición de estos bienes y servicios.

## Infraestructura
El municipio cuenta con 16 servicios públicos, de los cuales destacan 37 escuelas, seguido de 16 instalaciones deportivas o recreación y templo con 14.

### Salud
De acuerdo con los registros de la secretaría de salud, en el municipio se encuentran 5 unidades de servicio de salud como lo son consultorios, hospitales generales y especializados, oficinas administrativas, farmacias, laboratorios, unidades de medicina familiar, de especialidades médicas y móviles. De las cuales 3 corresponden a la Secretaría de Salud (SSJ), 1 unidad de salud es del Instituto Mexicano del Seguro Social (IMSS) y 1 módulo del Instituto de Seguridad y Servicios Sociales para los Trabajadores del Estado (ISSSTE).

## Cultura
En lo que respecta a cultura, el municipio de Etzatlán cuenta con una diversidad de espacios dedicados a la expresión cultural, aunque sólo algunos son usados con mayor frecuencia debido a que existe muy poca participación de la sociedad, los principales espacios físicos de que dispone el municipio son Casa de la Cultura, Auditorio de Casa de la Cultura, Museo Oaxicar, Foro Itza, Plaza de Armas, Unidad Deportiva, lienzo charro y la plaza de toros.
Dentro de los principales eventos artístico culturales promovidas por el municipio se encuentran fiestas y eventos culturales del carnaval lo que ha convertido esta celebridad en una de las mejores de la Región Valles, el carnaval es tan popular que en los días que se lleva a cabo el municipio se complace con tener visitantes de la región, de diferentes estados y hasta de otros países. Las fiestas en octubre en honor al señor de la misericordia es otra de las festividades que han tenido un impacto regional aunque son fiestas patronales la mayor parte de planeación, organización y ejecución son por parte de la iglesia es una celebridad que reúne en su mayoría a todas las comunidades circunvecinas del municipio.
Las fiestas patrias en su manifestación de impacto local son muy llamativas pues siempre se realizan con mucho respeto y bastante alusión por el simple hecho de esos seres que lograron la independencia y libertad del país.
Las fiestas decembrinas es otra de los eventos que es festejado por parte del municipio lo cual se hace siempre con un convivió en las diferentes comunidades y en la misma cabecera municipal.
Los eventos culturales que arrojan un impacto regional e importante es sin lugar a duda el intercambio cultural de los grupos artísticos con que cuenta el municipio, se ha participado en diferentes municipios dejando muy en claro que en Etzatlán hay mucho talento por parte de jóvenes entusiastas. Incluso, algunos autores extranjeros, les han dedicado cuentos y poemas; entre estos, destaca, por ejemplo, el cuento homónimo del chileno José Baroja.
Como parte de los programas de promoción y difusión cultural se desarrollan los siguientes talleres: ballet folclórico, mariachi femenil y guitarra, la respuesta de la ciudadanía ha sido muy buena y los alumnos que han tenido la oportunidad de pertenecer a uno de estos talleres han mencionado que los conocimientos han sido muy fructíferos y de bastante gozo, contemplando esto se ha pensado en la apertura de nuevos talles con finalidad de que Casa de la Cultura esté más activa permitiendo en este espacio o centro cultural la búsqueda y desarrollo de nuevos talentos.

### Charrería
Este deporte se practica desde hace mucho tiempo aquí, dándonos el lujo de haber tenido entre nuestros charros, a los mejores de toda la república, contamos con un cómodo lienzo y regularmente hay competencias donde se concentran las mejores asociaciones en una competitividad sana y por demás caballerosa, pero desde luego que la cosa no para ahí, pues nos damos el lujo de tener a “Las Garcitas” uno de los mejores equipos de escaramuza charra, que hay en el país, ganadoras de eventos estatales, regionales y nacionales.

### Música
En esta se encuentra como principal el Folclor, seguido del zapateado y la música moderna, entre otros. El Folclor ha marcado la vida de Etzatlán durante muchos años.

#### Música tradicional
“Canción de Etzatlán”
| Etzatlán, rinconcito de bellezas hechiceras sin igual, tus alegres, mañanitas se reflejan en tu cielo de cristal. eres canto, de jilgueros y sonrisas de mujer, madrigal, de fragancias exquisitas dulce arrullo de un querer. Etzatlán, Etzatlán, de Jalisco florido vergel, tus mujeres te darán, la fragancia y el olor del jazmín, tierra de ensoñación, mis cantares te dirán... ¡Qué tuyo es mi corazón! ¡Que te quiero con amor! ¡Etzatlán, Etzatlán, Etzatlán! Donde la interpretan los músicos con mayor experiencia en la localidad, Banda Renovación.[cita requerida] |

### Cultura prehispánica
En Etzatlán se encuentran unas zonas denominadas "tumbas de tiro". Estos enterramientos datan de 300 a 900 años antes de Cristo y tienen una profundidad de 17 metros aproximadamente, y cuentan con recámaras múltiples de regular tamaño, éstas eran hechas para los miembros de mayor linaje.

#### Tumbas de tiro
La tradición de las “tumbas de tiro” tiene características específicas que la diferencian del resto área central mesoamericana, la más sobresaliente es la construcción de un tipo de enterramientos así llamados.
Las tumbas de tiro están integradas por un pozo o tiro vertical desde el ras del suelo hasta cierta profundidad, la cual presenta variantes en cuanto a su longitud, constan de una o varias cámaras o habitaciones mortuorias, situadas a un lado del tiro principal o unidas por un pequeño túnel.
Dentro de las tumbas de tiro se pueden encontrar restos humanos y ofrendas.

#### Sitio arqueológico el “Arenal”
El Sitio Arqueológico se encuentra a dos kilómetros al Noroeste del poblado de Santa Rosalía, aquí se pueden observar tres edificios de forma circular del tipo “Guachimontón” que forman un único conjunto y que pertenecen a lo que se denomina “Tradición Teuchitlán”.
Según la propuesta del arqueólogo Phil C. Weigand, estos círculos sirvieron como centro ceremonial a un sistema aldeano disperso de unas 18 rancherías, todas localizadas dentro de un radio de un kilómetro. La población total del centro y aldeas vecinas probablemente no excedió de las 800 personas.
150 a.C a casi 400 d.C., aunque algunas fechas pertenecer a la siguiente fase Ahualulco.

#### El Peñol
Localizado al norte aproximadamente a 3 km del pueblo de Etzatlán, pertenece a la tradición Teuchitlán.
Aunque su arquitectura circular no es monumental, sus murallas de fortificación y el juego de pelota sí lo son.
Se encuentra en proceso de restauración y adecuación de servicios, la preservación de este sitio es excelente.
El Peñol es el sitio más fortificado en toda la región, y dominó un paso de comunicación entre Nayarit y la Costa.

#### Palacio de Ocomo
“El palacio de Ocomo” o simplemente “Ocomo” consiste en la estructura más monumental y mejor preservada dentro de un sitio de casi 400 hectáreas de extensión; hay restos de terrazas, patios hundidos, pirámides y plataformas (las más grandes y visibles preservadas miden cuarenta por treinta metros). Se puede fechar en el clásico mesoamericano (450 –900d;C.)
El palacio de Ocomo se encuentra en proceso de restauración es muy similar al palacio de Quinantzin, dibujado en el códice del mismo nombre, relata el uso de este edificio para cuestiones administrativas, no religiosas, pero fue la pieza clave como puerta de intercambio entre las tierras bajas y las cuencas altas de la parte

### Minas El Amparo
Unos 5 kilómetros al sur de la cabecera municipal se ubican ruinas del antiguo pueblo llamado La Embocada, de edificaciones como capilla y viviendas, en las proximidades de las hoy inactivas minas de plata y oro, explotadas desde los últimos años del siglo XIX por una compañía que fue constituida en Etzatlán, denominada Mineral de la Armonía. Posteriormente, en el primer decenio del siglo XX, llegó una empresa minera estadounidense, El Amparo Mining Company, de Filadelfia. También existen ruinas de la Escuela El Amparo, con la fecha en la parte exterior de uno de sus muros: "17 de octubre de 1943".
Hacia 2017, existió un proyecto, que en eso quedó, de rescatar para el turismo las ruinas de las minas El Amparo, por parte del rector del Centro Universitario de los Valles (CUValles) de la Universidad de Guadalajara, José Luis Santana Medina; el arqueólogo de El Colegio de Michoacán Sean Montgomery Smith Márquez, y el entonces presidente municipal de Etzatlán, Eduardo Ron Ramos.

### Participación en la Expo 2020 Dubái
En 2021 mujeres de la comunidad de Etzatlán pertenecientes al colectivo Cielo Tejido, liderado por la señora Concepción “Paloma” Siordia y su hija Lorena Ron, tejieron a mano la fachada del pabellón de México en la Exposición Universal Dubái 2020. La instalación fue coordinada por la artista visual Betsabeé Romero. Las tejedoras hicieron tiras de rafia tejida en colores rojo, anaranjado, azul, verde y amarillo, mismas que fueron ensambladas en una estructura que envuelve al edificio del pabellón y sumaban un total de 770 m2 de fachada. El objetivo principal de esta instalación era exaltar el empoderamiento femenino y el valor de los productos hechos a mano comunitariamente.

## Infraestructura religiosa
En 1527, se inició la construcción del templo franciscano en Etzatlán Jalisco, de la Purísima Concepción de Etzatlán donde también se venera al Señor de la Misericordia, que es un ícono etzatlense donde Fran Martín de Jesús estaba al frente. También se construyó el convento. 
El templo está construido sobre la base de una pirámide, lo cual se encuentra documentado en archivos de la biblioteca del Vaticano, de los planos de la antigua ciudad de Etzatlán realizados por los religiosos de la Compañía de Jesús y llevados a Roma donde consta que la Parroquia, el santuario y la plaza principal están construidos sobre la base de una pirámide. Este hecho se representa en el escudo de Etzatlán. Las primeras normas de construcción de templos y conventos surgieron años después en 1550.
El templo cuenta con una nave cuya planta es rectangular y desemboca en una especie de portada del presbiterio, que es el más angosto y más bajo también de planta rectangular.
Cuenta con un retablo de cantera labrada compuesta de tres cuerpos que no guardan ningún orden ni estilo arquitectónico definido. Hay otro retablo en la capilla del santo entierro, de cantera labrada, estucada, dorada y pintada, de orden jónico parecido a los que había a los lados de la nave.
Ofrece una puerta de acceso principal al poniente; el altar mayor al oriente, tiene además otro acceso al costado norte e inmediatamente sobre el ingreso principal, una bóveda de crucería que sostiene el coro;
En el recinto de la sacristía hay un lavamanos de cantera labrada un poco destruido por el uso, el tiempo y la humedad debido al depósito de agua que tiene adjunto.
Cuenta con otras dos capillas: la del bautisterio bajo el cuerpo de la torre y la del Sr. San José al costado norte. 
En su exterior, su fachada es sencilla, desnuda hasta un poco triste; característica de las primitivas construcciones religiosas del tiempo colonial. Cuenta con un patio atrial con tres accesos que ostentan portadas de columnas jónicas.
Su aspecto se ha visto modificado por el gran reloj que se colocó en la parte superior del lado sur del templo que perjudica las relaciones proporcionales, estéticas y estilísticas del monumento y por la torre que no es original, pero es ya tradicional y constituye el elemento fisionómico del pueblo y convento. Aquí se veneran las imágenes de la Purísima Concepción y del Señor de la Misericordia.
Otras construcciones fueron realizadas posteriormente como el El Santuario de Guadalupe (Ex-Hospital de Naturales) construido en 1793; el Templo del Nuevo Santo construido en el siglo XIX; el lugar conocido como la Casa Antigua, construcción del siglo XVIII; y el acueducto de Huixtla que data de finales del siglo XIX, y una Capilla rural en honor a la prodigiosa imagen de María Santísima bajo el título de la “CUEVA SANTA” que data de principios del siglo 1826. La imagen que ahora se venera no es un relieve de yeso blanco como la original. Esta es una pintura al óleo, como de un metro de altura, y parece ser obra del presente siglo XX. Sobre un fondo obscuro se destaca el medio busto a la Virgen Doliente. Barrio de la Cajita del Agua que data del siglo XVII, en este barrio los franciscanos hicieron el acueducto que llegaba hasta la calle Escobedo en donde había una pila en donde los indígenas se abastecían de su agua, y esta pila fue destruida en el año de 1825. Aún se conserva el lugar de donde nace el agua de La Cajita del Agua, hoy como jardín o plaza dedicada al Maestro de música Don. Francisco T. Barajas.

## Asistencia social
Cobertura de Salud. Uno de los puntos fundamentales para conocer la situación que guarda la población en el sector salud, es el tema de los derecho-habientes a servicios de salud, que de acuerdo con el INEGI puede definirse como el derecho de las personas a recibir atención médica en instituciones de salud públicas y/o privadas, como resultado de una prestación laboral al trabajador, a los miembros de las fuerzas armadas, a los familiares designados como beneficiarios o por haber adquirido un seguro facultativo (voluntario) en el Instituto Mexicano del Seguro Social (IMSS).
El municipio de Etzatlán cuenta con una población total de 17,564 habitantes, sólo el 64.65% de ésta 11,355 habitantes tiene derecho a servicio de salud en alguna institución pública.
La población que no cuenta con seguridad social, es atendida por la secretaría de Salud y por la medicina particular.
De acuerdo a datos estadísticos del SEIJAL en el año 2005 se alcanzó una cobertura del 51% en la prestación de los servicios básicos de salud.
| Seguro Popular (SSA) | IMSS | ISSSTE |
| 4411                 | 5502 | 1616   |

Cabe señalar que a partir de la incorporación al Seguro Popular la cobertura ha aumentado a un gran porcentaje mayor al 70%.
Discapacidad
De acuerdo con los resultados del XII Censo General de Población y Vivienda INEGI 2000, sólo el 4.2 % del total de la población municipal para el 2008, presenta alguna discapacidad. Los principales tipos de discapacidad en el municipio son:
| Motriz          | 201 |
| Auditiva        | 59  |
| Lenguaje        | 12  |
| Visual          | 86  |
| Mental          | 99  |
| No especificado | 285 |
| Total           | 742 |

### Infraestructura
La infraestructura municipal en materia de salud al 2007 se compone de 2 centros de salud, 4 casas de salud. Actualmente existen 4 enfermeras, 2 médicos de planta y 2 pasantes en el Centro de Salud, así mismo en cada casa de salud cuenta con 1 médico y 1 enfermera por cada una de las casas de salud.
| Población Derecho-habiente | 17715    |
| Consultas Médicas          | 0        |
| Casas de Salud             | 4        |
| Hospital General           | 0        |
| Hospital 1er contacto      | 0        |
| Hospital Regional          | 0        |
| Hospital Especializado     | 0        |
| Clínicas Especialidades    | 0        |
| Unidades de Salud          | 2        |
| Gastos                     | 13460778 |
| Módulos                    | 1        |

### Mortalidad y morbilidad
La tasa de mortalidad general mide el riesgo de morir por todas las enfermedades a cualquier edad y se expresa como el número de defunciones por cien mil habitantes. Para 2007 las principales causas de mortalidad en el municipio son: enfermedades respiratorias, afecciones peri-natales en el caso de las mujeres, la diabetes mellitus, y las enfermedades isquémicas de corazón. De acuerdo a las estadísticas de la Secretaría de Salud en el 2004 éstas representaron el 5.81 % del total de defunciones registradas en este periodo.
En cuanto a la mortalidad infantil, la tasa de mortalidad en el periodo 2004 se ha presentado una tasa de 11.43 %. Para 2001, la tasa municipal fue de 8.02 % defunciones por cada 1,000 nacidos vivos registrados. Lo que representó un aumento de 3.41%.
DIF municipal
Cuenta con programas de asistencia social como PAIDEA para madres jóvenes embarazadas, comedor asistencial, Programa alimentario que se describen a continuación.

## Economía y empleo
Conforme a la información del Directorio Estadístico Nacional de Unidades Económicas (DENUE) de INEGI, el municipio de Etzatlán cuenta con 1,165 unidades económicas al mes de mayo de 2024 y su distribución por sectores revela un predominio de establecimientos dedicados a Comercio, siendo estos el 42.58% del total en el municipio.

### Empleo
Para junio de 2024 el IMSS reportó un total de 738 trabajadores asegurados, lo que representó para el municipio de Etzatlán un incremento anual de 9 trabajadores en comparación con el mismo mes de 2023, debido al alza del registro de empleo formal de algunos de sus grupos económicos principalmente el de Compraventa de artículos para el hogar. En función de los registros del IMSS el grupo económico que más empleos presentó dentro del municipio de Etzatlán fue el de Compraventa de materias primas, materiales y auxiliares, ya que en junio de 2024 registró un total de 86 trabajadores concentrando el 11.65% del total de asegurados en el municipio. El segundo grupo económico con más trabajadores asegurados fue el de Agricultura, que para junio de 2024 registró 75 trabajadores asegurados que representan el 10.16% del total de trabajadores asegurados a dicha fecha. El tercer grupo económico con mayor número de asegurados es el de Servicios financieros y de seguros (bancos, financiera, compañías, etcétera) con el 9%.

## Producción agrícola
Etzatlán tiene una extensión de 30,924 hectáreas, de ellas 37.50 % son utilizadas con fines agrícolas; 28.15% en la actividad pecuaria; 26.20% son de uso forestal y 1% son de suelo urbano y 7.15% improductivo.
| Superficie         | Hectáreas |
| ------------------ | --------- |
| Riego              | 1498      |
| Temporal y Humedad | 10113     |
| Bosques            | 8100      |
| Pastos             | 8705      |
| Urbana             | 291       |
| Improductivas      | 2211      |
| TOTAL              | 30918     |

Los principales productos agrícolas en el municipio son: Maíz, caña de Azúcar y trigo de ellos destaca la producción de Maíz, caña de Azúcar.
| Cultivos principales | Cultivos potenciales |
| -------------------- | -------------------- |
| Trigo                | Nopal                |
| Maíz                 | Maíz                 |
| Caña de Azúcar       | Maguey               |
| Pimiento Morrón      |                      |

|         | 2000    | 2005   | 2006    | 2007    |
| ------- | ------- | ------ | ------- | ------- |
| 100.00% | 105.59% | 98.84% | 106.23% | 100.65% |

De los productos antes indicados, por su volumen de producción, el cultivo de Pimiento Morón se ubica a nivel estatal en los primeros sitios ocupando la 1.ª posición.
Abril de 2010 representaba un total de 26.4 hectáreas de cultivos protegidos
En los últimos 5 años se ha observado un incremento en la producción de maíz en un incremento en la producción de 22%, así como la caña de azúcar un 35% de aumento en el año 2008.[cita requerida]
HISTORICO
maíz de grano Producción (Ton)	HISTORICO
maíz de grano Producción (Ton)
2005	38,067.52	2005	84,012.00
2006	41,404.80	2006	87,007.95
2007	47,264.20	2007	101,010.59
2008	46,763.73	2008	113,421.00 [cita requerida]
Producción Cultivos Cíclicos 2005
Cultivo 	Ciclo	Superficie Sembrada 	Superficie Cosechada 	Producción 	Valor Producción 	Año
```
 	  	Hectáreas.	Hectáreas.   	Toneladas. 	Miles de Pesos.
```

Avena Forrajera	Otoño – Invierno	44	44	181	271,920.00	2005
Calabacita	Otoño – Invierno	5	5	85	204,000.00	2005
Chícharo	Otoño – Invierno	13	13	47	70,200.00	2005
Garbanzo Forrajero	Otoño – Invierno	230	230	598	897,000.00	2005
Trigo	Otoño – Invierno	538	538	2,690	4,438,500.00	2005
Maíz Grano	Primavera – Verano	5,648	5,648	38,068	51,082,123.00	2005
Sorgo Grano	Primavera – Verano	54	54	388	544,320.00	2005
Cultivos Perennes
Cultivo	Superficie Sembrada	Superficie Cosechada	Producción	Valor Producción	Año
	Hectáreas.	Hectáreas.	Toneladas.	Miles de Pesos.
Agave	Agave	Agave	Agave	Agave	2005
Caña de Azúcar	Caña de Azúcar	Caña de Azúcar	Caña de Azúcar	Caña de Azúcar	2005
Superficie Cosechada en Etzatlán 2008
Superficie Cosechada (Ha)
1.	MAÍZ GRANO	7,083.00
2.	CAÑA DE AZÚCAR	1,439.19
3.	TRIGO GRANO	528.00
4.	GARBANZO FORRAJERO	155.00
5.	PASTOS	61.50
6.	CAÑA DE AZÚCAR SEMILLA	49.05
7.	AVENA FORRAJERA	6.00
8.	SORGO GRANO	3.00
	TOTAL MUNICIPAL AGRÍCOLA 2008	9,324.74
Producción pecuaria
Según el OEIDRUS el inventario de ganado de carne en el municipio de Etzatlán al año 2005 es el siguiente:
Especie 	Inventario Ganadero	Valor Inventario 	Producción 	Valor Producción 	Año
```
 	Carne= Cabezas
```

Leche= Cabezas que se ordenan durante el inventario.	(Miles de Pesos) 	Toneladas/ Miles de Litros. 	(Miles de Pesos)
Aves Carne	886,345	19,499.59	1,544	29,562.97	2005
Aves Huevo	669	15.39	4	38.80	2005
Bovinos Carne	15,454	96,510.23	1,182	38,085.22	2005
Bovinos Leche	501	3,159.81	1,256	5,508.82	2005
Caprinos Carne	277	173.20	4	154.57	2005
Caprinos Leche	0	0.00	0	0.00	2005
Colmenas	600	390.00	0	0.00	2005
Colmenas Cera	0	0.00	1	75.00	2005
Colmenas Miel	0	0.00	10	394.65	2005
Ovinos	800	531.20	8	298.05	2005
Porcinos	6,855	10,193.39	160	4,561.60	2005
De acuerdo a las cifras de OEIDRUS a nivel local destaca la producción de Aves (Carne), Bovinos (Carne y Leche), estas representan el 93% del valor de la producción pecuaria municipal.
A nivel estatal destaca la producción de CARNE BOVINO el cual figura dentro de los primeros 11 sitios a nivel estatal.
TIPO/PRODUCCIÓN	VALOR DE PRODUCCIÓN MILES DE PESOS 2008	LUGAR ESTATAL
DE ETZATLÁN
GANADO EN PIE DE BOVINO	133,873.32	11
En los últimos años del año 2002 al 2008 se ha observado una disminución de 27% a nivel regional en la producción de Ganado Bovino, principalmente por la importación de carnes, aunque Etzatlán se ha mantenido dentro de los primeros 11 lugares a nivel estatal.
Inventario 2005
Descripción	Valor de Medición 	Existencias
bovino 	Cabezas	14,725
caprino 	Cabezas	48
ovino 	Cabezas	877
aves 	Cabezas	3,341
porcino 	Cabezas	1,150
caballar 	Cabezas	289
mular 	Cabezas	55
asnar 	Cabezas	8
abejas 	Toneladas	N/I
Los principales subproductos derivados de la actividad pecuaria son: carne, leche, queso, crema, embutidos.

## Índice de desarrollo municipal (IDM)
Etzatlán obtiene un desarrollo institucional Bajo con un IDM-I de 56.3

## Promedio mensual de carpetas de investigación abiertas
Durante el periodo de junio 2023 a mayo 2024, se abrieron un total de 148 carpetas de investigación con un promedio mensual de 12 carpetas abiertas en donde el delito más investigado fueron las lesiones culposas.

## Hermanamientos
- Cienfuegos (2000)[17][18][19]
- Bollullos de la Mitación (2006)[20][21][22]
- Tequila (2014)[23]